# Угренчук, Роман Георгиевич
Роман Георгиевич Угренчук (13 апреля 1957, Черновцы, Украинская ССР, СССР — 12 января 2013, Черновцы, Украина) — советский футболист. Мастер спорта СССР (1987). Рекордсмен черновицкой «Буковины» по количеству сыгранных поединков в период СССР.

## Биография
Футболом начал заниматься в 12 лет (ДЮСШ «Буковина», тренеры — Михаил Мельник, Айзик Бронштейн). Затем продолжил обучение в Киевском республиканском спортивном интернате и Киевском государственном институте физической культуры и спорта. В профессиональном футболе дебютировал в 1976 году в составе винницкого «Локомотива» во второй союзной лиге. В том же году был приглашён в киевское «Динамо», где выступал за команду дублеров (был капитаном команды).
В 1977 году вернулся в родной город и начал выступать в составе «Буковины», где на долгие годы закрепился в команде. В 1980 году стал с черновицкой командой серебряным призёром чемпионата УССР, а в 1982 году черновчане стали победителями. Всего за «Буковину» провёл более 400 матчей. На протяжении многих лет Угренчук отклонял предложения других коллективов, в частности, защитника приглашали в днепропетровский «Днепр», который тогда играл в высшей союзной лиге. В услугах Романа также был заинтересован коллектив первой союзной лиги «Металлург» (Запорожье).
В 1987 году за многолетние выступления в черновицком коллективе Роману Угренчуку присвоили звание «Мастер спорта СССР». Он остается единственным футболистом в истории «Буковины», который получил это звание, выступая именно в черновицкой команде. После завершения выступлений в «Буковине» играл за команду «Колос» (Новоселица), где одновременно был и играющим тренером. Преподавал в городском профессиональном училище № 4 (ныне — Черновицкий профессиональный строительный лицей), был директором черновицкого стадиона «Юность» («Гарт»).
Ушёл из жизни в 2013 году. С 2015 года в память Угренчука в Черновцах ежегодно проводятся детско-юношеские турниры.

## Достижения
- Победитель чемпионата УССР (1): 1982
- Серебряный призёр чемпионата УССР (1): 1980